# Грунь-Ташань
Грунь-Таша́нь (в верховье Ташань, укр. Грунь-Таша́нь) — левый приток реки Псёл, протекающий по Лебединскому и Ахтырскому районам (Сумская область), и Зеньковскому и Миргородскому районам (Полтавская область).

## География
Длина — 91 км. Площадь водосборного бассейна — 1870 км². Уклон реки — 0,69 м/км. У села Грунь русло находится на высоте 123,8 м над уровнем моря. Долина трапециевидная, шириной до 4,5 км и глубиной 50 м. Русло извилистое (меандрированное), шириной до 10 м и глубиной до 1,2 м. Используется для водоснабжения и орошения.
Река берёт начало севернее села Ясеновое (Лебединский район). Река течёт сначала по Лебединскому (исток) и Ахтырскому районам (Сумская область), затем по Зеньковскому и Миргородскому (ближе к устью образовывая границу между районами) районам (Полтавская область) районам. На протяжении всей длины реки пойма местами с заболоченным участками и тростниковой растительностью. На реке создано несколько прудов: у Черёмуховки, между Черёмуховкой и Должик, у Чупаховки. Между Власовкой и Загруновкой в месте впадения реки Грунь на левом берегу примыкает песчаный массив и сосновый лес, а также ниже по течению местами примыкают сосновые леса. В нижнем течении (между Власовкой и устьем) русло выпрямлено. Впадает в реку Псёл юго-западнее села Ковалёвка (Шишацкий район).
В долине реки расположены такие природоохранные объекты: между Слинковщина и Комсомольское — ландшафтный заказник Слинковщина, у Паленковщины — гидрологический заказник Паленковщина, у села Романовка — гидрологический заказник на озере Борисово.

## Притоки
левые: Грунь, Величковка, Стеха
правые: крупных нет

## Населённые пункты
Населённые пункты на реке (от истока до устья):
Лебединский район
1. Ясеновое

Ахтырский район
1. Должик
2. Чупаховка
3. Оленинское
4. Овчаренки
5. Перелуг
6. Лимарево
7. Камыши

Зеньковский район
1. Пирки
2. город Зеньков
3. Пеленковщина
4. Власовка
5. Дадакаловка
6. Трояновка
7. Борки
8. Загруновка
9. Романковка

Миргородский район
1. Семеренки